# Марко Лопичић Лопица
Марко Лопичић Лопица (1680. — око 1760). Kao кнез, на челу Цеклињана водио дуготрајне борбе против Турака. Приморао Турке да му уступе риболове на Скадарском језеру (око 1735), главни извор прихода цеклинских сељака.